# Rubanka, Nedrîhailiv
Rubanka (în ucraineană Рубанка) este localitatea de reședință a comunei Rubanka din raionul Nedrîhailiv, regiunea Sumî, Ucraina.

## Demografie
Componența lingvistică a localității Rubanka
     Ucraineană (98,27%)
     Rusă (1,44%)
     Alte limbi (0,29%)
Conform recensământului din 2001, majoritatea populației localității Rubanka era vorbitoare de ucraineană (98,27%), existând în minoritate și vorbitori de rusă (1,44%).